# Samborombón

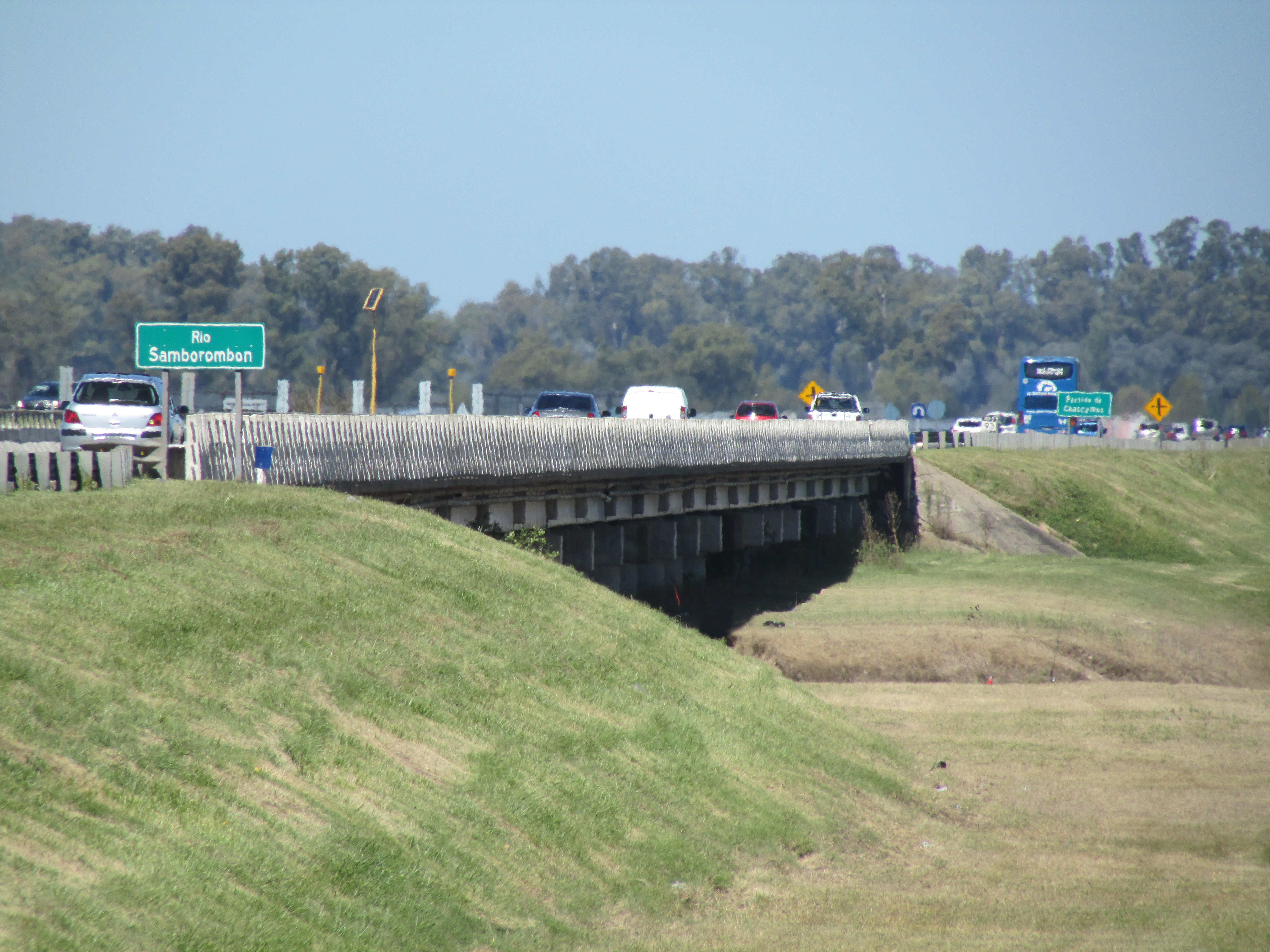
Ponte da Rodovia 2 sentido sul sobre o rio Samborombón, distrito de Brandsen, província de Buenos Aires, Argentina.

Samborombon é uma localidade do partido de Brandsen, da Província de Buenos Aires, na Argentina. Possui uma população estimada em 198 habitantes (INDEC 2001).